# Louis Perrée
Louis Léonce Théophile Perrée (Parigi, 24 marzo 1871 – Ivry-la-Bataille, 1º marzo 1924) è stato uno schermidore francese, medaglia d'argento nella spada alle Olimpiadi di Parigi del 1900.
In quelle Olimpiadi si svolsero gare di scherma distinte in due categorie, i dilettanti e i maestri d'armi, ossia istruttori professionisti. Di professione giornalista, Louis Perrée gareggiò nel concorso individuale di spada per dilettanti, dove giunse al secondo posto, dietro Ramón Fonst. I primi quattro classificati tra i dilettanti disputarono poi un torneo assieme ai primi quattro del concorso per i maestri; il titolo fu vinto da Albert Ayat, maestro d'armi, mentre Perrée si classificò quinto.